# Rifugio Ciampedie
Il rifugio Ciampedie è un rifugio situato nel comune di Vigo di Fassa (TN), in val di Fassa, nel gruppo del Catinaccio, Dolomiti, a 1998 metri di quota.
È uno tra i primi costruiti sul gruppo del Catinaccio.

## Caratteristiche e informazioni
Il rifugio è di proprietà della SAT ed ha una capienza di 27 posti letto, disponibili però solo durante il periodo estivo. Durante il periodo invernale il rifugio offre comunque il servizio di ristorazione. Il rifugio è aperto dall'inizio di giugno fino alla fine di ottobre nel periodo estivo, invece nel periodo invernale resta aperto nel periodo tra Natale e Pasqua.
Tra il rifugio Ciampedie e il rifugio Gardeccia, si può seguire il caratteristico "sentiero delle Leggende", passeggiata adatta soprattutto a famiglie con bambini e/o anziani, che spiega attraverso simpatiche "tappe a cartelli" le leggende di re Laurino e del gruppo del Catinaccio.
La cucina del rifugio ha molti piatti tipici Fassani e Trentini. Offre pranzi anche per gruppi.

## Accessi
Gli accessi più comodi al rifugio Ciampedie sono quelli con gli impianti di Vigo di Fassa (attraverso la funivia omonima) e da Pera di Fassa (con i tre tronchi della seggiovia del Vajolet). Inoltre ci sono vari accessi escursionistici o turistici:
- Da Vigo di Fassa (1.382 m), attraverso il segnavia 544 (Facile/Medio).
- Da Pera di Fassa (1320 m), attraverso il segnavia 543 (Facile/Medio).
- Dal rifugio Roda di Vaèl (2280 m), attraverso il segnavia 545 (Alta Via dei Fassani) (Facile/Medio).
- Dalla baita Marino Pederiva (2280 m), attraverso il segnavia 545 (Alta Via dei Fassani) (Facile/Medio).
- Dal passo delle Cigolade (2579 m), attraverso il segnavia 541, al bivio con il Vial delle Feide seguire quest'ultimo (Medio).
- Dal passo delle Coronelle (2630 m), attraverso il segnavia 550, al bivio con il sentiero 541 seguire questo verso valle (Medio).
- Dal rifugio Gardeccia (1949 m), attraverso il segnavia 540 (Facile).
- Dal rifugio Stella Alpina (1972 m), attraverso il segnavia 540 (Facile).
- Dal rifugio Catinaccio (1949 m), attraverso il segnavia 540 (Facile).
- Dalla baita Enrosadira (1947 m), attraverso il segnavia 540 (Facile).

## Traversate
- Al rifugio Roda di Vaèl (2280 m), attraverso il segnavia 545 (Alta Via dei Fassani) (Facile/Medio).
- Alla baita Marino Pederiva (2280 m), attraverso il segnavia 545 (Alta Via dei Fassani) (Facile/Medio).
- Al rifugio Gardeccia (1949 m), attraverso il segnavia 540 (Facile).
- Al rifugio Stella Alpina (1972 m), attraverso il segnavia 540 (Facile).
- Al rifugio Catinaccio (1949 m), attraverso il segnavia 540 (Facile).
- Alla baita Enrosadira (1947 m), attraverso il segnavia 540 (Facile).

## Ascensioni
- Al passo delle Cigolade (2579 m), attraverso il segnavia 541 o il Vial delle Feide dal quale si giunge al segnavia stesso (Medio).
- Al passo delle Coronelle (2630 m), attraverso il segnavia 541, dopo con il segnavia 550 verso il passo (Medio).